# FriendFeed
FriendFeed était un réseau social qui faisait également office d'agrégateur en temps réel d'autres réseaux sociaux et sources RSS. Le service est racheté en 2009 par Facebook, sa technologie est intégrée au géant américain, et le service cesse définitivement de fonctionner en 2015.

## Historique
Friendfeed est créé en 2007 par Bret Taylor et Paul Bucheit. Bret Taylor fut développeur en chef pendant quatre ans chez Google et a joué un rôle clé dans le lancement de Google Maps, Google Local, Google Web Toolkit, l'API de Google Maps, et le Google’s Developer product group. Paul Buchheit avait travaillé sur la conception de Gmail, un projet durant lequel il a aussi développé le prototype de Google AdSense. Il est aussi à l'origine du slogan de Google : « Don't be evil » (« ne soyez pas maléfique »).
En janvier 2009, Facebook lance son bouton "like" directement inspiré du bouton "like" initialement lancé par Friendfeed. En février 2009, lorsque le service de bookmarking Ma.gnolia subit une perte importante de ses données, celui-ci s'est retourné vers Friendfeed qui agrégeait ses données pour procéder à leur récupération. En avril 2009, Friendfeed lance une nouvelle fonctionnalité permettant d'interagir avec le site via email. Friendfeed compte alors 1,2 million d'utilisateurs, mais ne parvient pas à rejoindre la courbe de croissance de Twitter. En juillet 2009, Friendfeed annonce l'intégration d'une fonctionnalité de recherche instantanée.
En août 2009, Facebook annonce le rachat de Friendfeed pour cinquante millions de dollars,, puis Bret Taylor est nommé CTO de Facebook en juin 2010. L'acquisition fut composé d'un rachat en cash à hauteur de quinze millions de dollars, et de 32,5 millions en actions Facebook (plus de onze millions d'actions Facebook). Dès 2012, la valeur de ces actions a atteint 330 millions de dollars, ce qui rend le prix final de l'acquisition de FriendFeed par Facebook très relatif.
En février 2010, lorsque Google lance son nouveau réseau social Google Buzz, le cofondateur de Friendfeed Paul Buchheit fait remarquer que les fonctionnalités du nouveau service de Google sont très similaires à celles de Friendfeed.
Friendfeed a définitivement cessé de fonctionner en mars 2015. Sa disparition provoque de nombreuses réactions en faveur de son maintien sur la base que Friendfeed était un générateur d'innovation pour les réseaux sociaux concurrents, pouvant développer et intégrer rapidement de nouvelles fonctionnalités novatrices grâce à l'agilité de son architecture.

## Description
FriendFeed était vu comme un service très innovant. Leurs fondateurs ayant par exemple créé de toutes pièces des protocoles permettant de mieux gérer les discussions en temps réel.
Friendfeed fut le premier service permettant facilement aux internautes de suivre les activités de leurs contacts sur les différents réseaux sociaux, à une époque où l'environnement des réseaux sociaux demeurait encore très fracturé et peu unifié.
Le service fut également l'objet d'une polémique car il déporte une partie des commentaires de blog vers le service.